# The Celts Strike Again
The Celts Strike Again (Келти поново нападају) је други самостални албум групе Ортодокс Келтс, издат 1997. године, на којем су се нашле и ауторске песме у духу ирске традиционалне музике. Насловна нумера је у основи бретонски традиционал "млади студент" спојена са инструменталом који је компоновала Ана Ђокић а који је директна инспирација студентских демострације 1997. На овом албуму Ана се први пут издваја као аутор аранжмана, у песми "Star of the county down" први пут комбинује традиционале на оригиналан начин који ће после постати упечатљив за бенд.Две ауторске песме "Blue" и "Drinking song" за које је текст написао Александрар Петровић а музику Ана Ђокић су прве њихове оригиналне песме.    У песми  I'll Tell Me Ma су заменили стих "She's the belle of Belfast City" - "Она је лепотица Белфаста", из оригиналне верзије, стихом "She's the belle of Belgrade City" - "Она је лепотица Београда". 

## Списак песама
1. (традиционална)
2. (традиционална)
3. (традиционална)
4. (традиционална)
5. (традиционална)
6. (традиционална) (инструментал)
7. (традиционална)
8. (традиционална)
9. (традиционална)
10. (традиционална) (вокал Ана Софреновић)
11. (традиционална)
12. (традиционална)
13. (традиционална)
14. (традиционална)